# Mistrzostwa Świata w Kolarstwie Torowym 2009

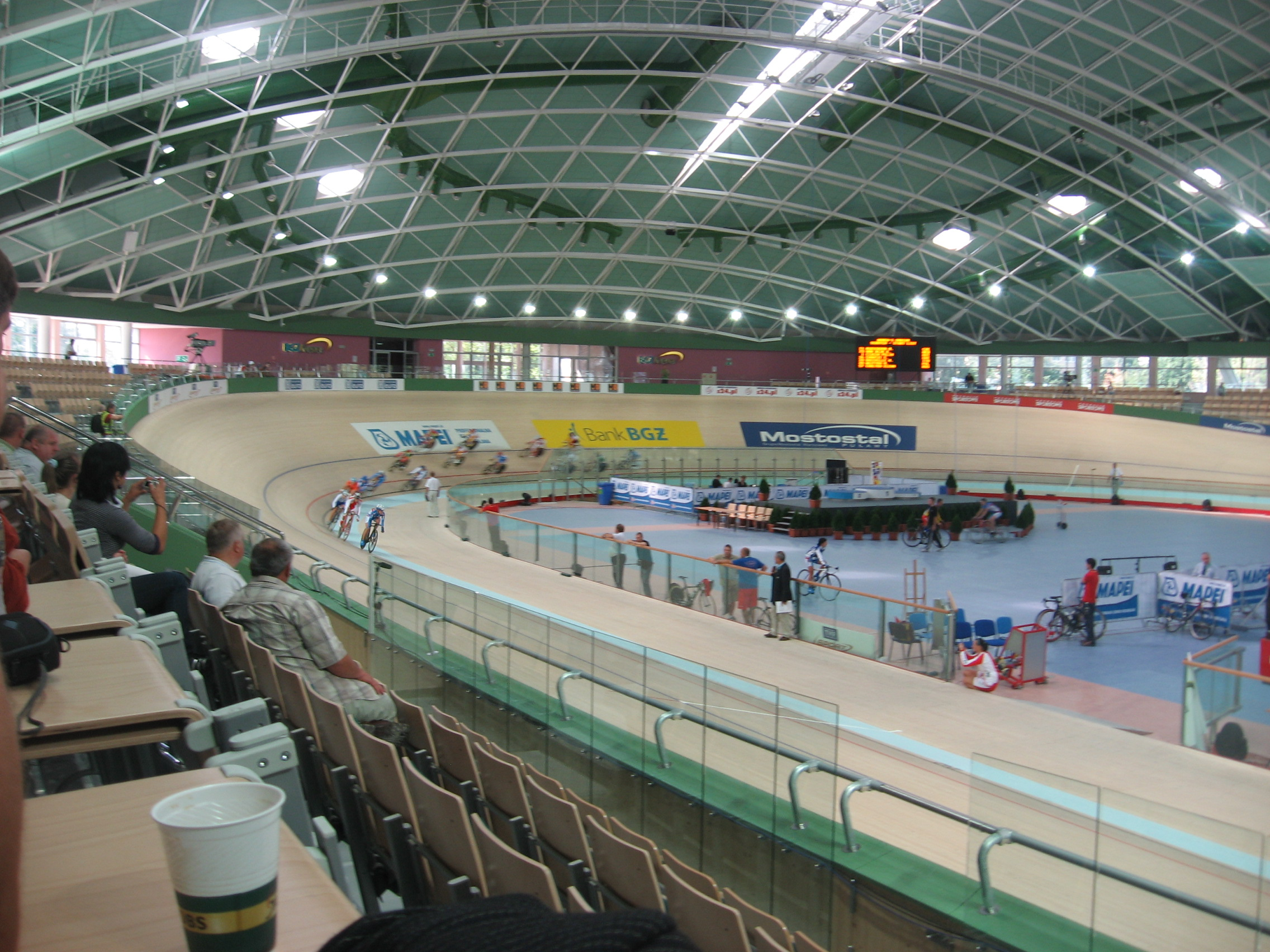
Tor BGŻ Arena

106. Mistrzostwa Świata w Kolarstwie Torowym 2009 odbyły się w hali BGŻ Arena w Pruszkowie w dniach 25–29 marca 2009. Były to pierwsze mistrzostwa świata rozgrywane w Polsce. W programie znalazło się dziewięć konkurencji dla kobiet: sprint indywidualny, sprint drużynowy, wyścig na dochodzenie wyścig punktowy, wyścig na 500 m, scratch keirin, wyścig drużynowy na dochodzenie i omnium oraz dziesięć konkurencji dla mężczyzn: sprint indywidualny, sprint drużynowy, wyścig indywidualny na dochodzenie, wyścig drużynowy na dochodzenie, wyścig punktowy, wyścig ze startu zatrzymanego, wyścig na 1 km, wyścig drużynowy na dochodzenie, madison, keirin, scratch i omnium.
Uczestnicy MŚ wyłonieni zostali na podstawie list rankingowych Międzynarodowej Unii Kolarskiej (UCI). Kwalifikacje uzyskało ok. 400 zawodniczek i zawodników z 46 krajów, ale na listach zgłoszeń było 287 uczestników z 38 krajów, z których wielu startowało kilkakrotnie. Wśród pięciu krajów, które mieli prawo wystawić swych reprezentantów we wszystkich konkurencjach, była ekipa gospodarzy, choć w kilku specjalnościach Polacy prawo startu uzyskali dzięki tzw. dzikim kartom. Reprezentacja Polski liczyła 16 zawodników (5 kobiet i 11 mężczyzn).

## Medaliści

### kobiety
| Konkurencja                         | Data          | Złoto                                                                       | Srebro                                                       | Brąz                                                         |
| ----------------------------------- | ------------- | --------------------------------------------------------------------------- | ------------------------------------------------------------ | ------------------------------------------------------------ |
| 500 m ze startu zatrzymanego        | 25 marca 2009 | Simona Krupeckaitė                                                          | Anna Meares                                                  | Victoria Pendleton                                           |
| 3000 m indywidualnie na dochodzenie | 25 marca 2009 | Alison Shanks                                                               | Wendy Houvenaghel                                            | Vilija Sereikaitė                                            |
| sprint drużynowy                    | 26 marca 2009 | Australia · Kaarle McCulloch · Anna Meares                                  | Wielka Brytania · Shanaze Reade · Victoria Pendleton         | Litwa · Gintarė Gaivenytė · Simona Krupeckaitė               |
| 3 km drużynowo na dochodzenie       | 26 marca 2009 | Wielka Brytania · Elizabeth Armitstead · Wendy Houvenaghel · Joanna Rowsell | Nowa Zelandia · Lauren Ellis · Jaime Nielsen · Alison Shanks | Australia · Ashlee Ankudinoff · Sarah Kent · Josephine Tomic |
| scratch (10 km)                     | 27 marca 2009 | Yumari González                                                             | Elizabeth Armitstead                                         | Belinda Goss                                                 |
| omnium                              | 28 marca 2009 | Josephine Tomic                                                             | Tara Whitten                                                 | Yvonne Hijgenaar                                             |
| sprint indywidualny                 | 28 marca 2009 | Victoria Pendleton                                                          | Willy Kanis                                                  | Simona Krupeckaitė                                           |
| wyścig punktowy (25 km)             | 29 marca 2009 | Giorgia Bronzini                                                            | Yumari González                                              | Elizabeth Armitstead                                         |
| keirin                              | 29 marca 2009 | Guo Shuang                                                                  | Clara Sanchez                                                | Willy Kanis                                                  |

### mężczyźni
| Konkurencja                       | Data          | Złoto | Srebro                                                                  | Brąz                                                                     |
| --------------------------------- | ------------- | --- | ----------------------------------------------------------------------- | ------------------------------------------------------------------------ |
| wyścig punktowy (40 km)           | 25 marca 2009 | Cameron Meyer                                                                                            | Daniel Kreutzfeldt                                                      | Chris Newton                                                             |
| sprint drużynowy                  | 25 marca 2009 | Francja · Grégory Baugé · Mickaël Bourgain · Kévin Sireau                                                | Wielka Brytania · Matthew Crampton · Jason Kenny · Jamie Staff          | Niemcy · René Enders · Robert Förstemann · Stefan Nimke                  |
| scratch (15 km)                   | 26 marca 2009 | Morgan Kneisky                                                                                           | Ángel Darío Colla                                                       | Andreas Müller                                                           |
| 4 km indywidualnie na dochodzenie | 26 marca 2009 | Taylor Phinney                                                                                           | Jack Bobridge                                                           | Dominique Cornu                                                          |
| keirin                            | 26 marca 2009 | Maximilian Levy                                                                                          | François Pervis                                                         | Teun Mulder                                                              |
| 1 km ze startu zatrzymanego       | 27 marca 2009 | Stefan Nimke                                                                                             | Taylor Phinney                                                          | Mohd Rizal Tisin                                                         |
| 4 km drużynowo na dochodzenie     | 27 marca 2009 | Dania · Michael Færk Christensen · Casper Jørgensen · Jens-Erik Madsen · Alex Rasmussen · Michael Morkov | Australia · Jack Bobridge · Rohan Dennis · Leigh Howard · Cameron Meyer | Nowa Zelandia · Westley Gough · Peter Latham · Marc Ryan · Jesse Sergent |
| madison (50 km)                   | 28 marca 2009 | Dania · Michael Morkov · Alex Rasmussen                                                                  | Australia · Leigh Howard · Cameron Meyer                                | Czechy · Martin Bláha · Jiří Hochmann                                    |
| omnium (1 km)                     | 29 marca 2009 | Leigh Howard                                                                                             | Zachary Bell                                                            | Tim Veldt                                                                |
| sprint indywidualny               | 29 marca 2009 | Grégory Baugé                                                                                            | Azizul Hasni Awang                                                      | Kévin Sireau                                                             |

## Skład i wyniki reprezentantów Polski

### kobiety
- Renata Dąbrowska (PTC Pruszków) – odpadła w repasażu po 1r (keirin), 8. (omnium), 24. (sprint), 9. (sprint druż.)
- Aleksandra Drejgier (PTC Pruszków) – 21. (500 m ze startu zatrzymanego), 9. (sprint druż.)
- Edyta Jasińska (EMDEK Bydgoszcz) – 19. (3 km na dochodzenie ind.), 13. (3 km na dochodzenie druż.)
- Dominika Mączka (Kross Ziemia Darłowska Darłowo) – 13. (3 km na dochodzenie druż.)
- Małgorzata Wojtyra (Elektro-Bud BOGO Szczecin) – 13. (3 km na dochodzenie druż.), 16. (scratch), nie ukończyła (wyścig punktowy)

### mężczyźni
- Maciej Bielecki (PTC Pruszków) – 5. (sprint druż.)
- Łukasz Bujko (PTC Pruszków) – 12. (madison)
- Dawid Głowacki (ALKS Stal Grudziądz) – 13. (wyścig druż. na dochodzenie)
- Piotr Kasperkiewicz (KTK Kalisz) – 13. (wyścig druż. na dochodzenie)
- Kamil Kuczyński (PTC Pruszków) – 5. (sprint druż.), 8. (1 km ze startu zatrzymanego), odpadł w repasażu (keirin)
- Adrian Kurek (ALKS Stal Grudziądz) – dyskw. (wyścig ind. na dochodzenie), rezerwowy w wyścigu druż. na dochodzenie
- Łukasz Kwiatkowski (ALKS Stal Grudziądz) – 14. (sprint ind.), 5. (sprint druż.)
- Piotr Pyszny (PTC Pruszków) – 13. (wyścig druż. na dochodzenie)
- Rafał Ratajczyk (MKS Gryf Szczecin) – 12. (madison), nie ukończył (wyścig pkt.), 1. runda (scratch), 11. (omnium)
- Jakub Średziński (ALKS Stal Grudziądz) – 13. (wyścig druż. na dochodzenie)
- Adrian Tekliński (ALKS Stal Grudziądz) – 19. (1 km ze startu zatrzymanego)

## Tabela medalowa
| Miejsce | Państwo           |   |   |   | Razem |
| ------- | ----------------- | - | - | - | ----- |
| 1.      | Australia         | 4 | 4 | 2 | 10    |
| 2.      | Francja           | 3 | 2 | 1 | 6     |
| 3.      | Wielka Brytania   | 2 | 4 | 3 | 9     |
| 4.      | Dania             | 2 | 1 | 0 | 3     |
| 5.      | Niemcy            | 2 | 0 | 1 | 3     |
| 6.      | Nowa Zelandia     | 1 | 1 | 1 | 3     |
| 7.      | Kuba              | 1 | 1 | 0 | 2     |
|         | Stany Zjednoczone | 1 | 1 | 0 | 2     |
| 9.      | Litwa             | 1 | 0 | 3 | 4     |
| 10.     | Chiny             | 1 | 0 | 0 | 1     |
|         | Włochy            | 1 | 0 | 0 | 1     |
| 12.     | Kanada            | 0 | 2 | 0 | 2     |
| 13.     | Holandia          | 0 | 1 | 4 | 5     |
| 14.     | Malezja           | 0 | 1 | 1 | 2     |
| 15.     | Argentyna         | 0 | 1 | 0 | 1     |
| 16.     | Austria           | 0 | 0 | 1 | 1     |
|         | Belgia            | 0 | 0 | 1 | 1     |
|         | Czechy            | 0 | 0 | 1 | 1     |